# Президентские выборы в Узбекистане (2023)
Внеочередные президентские выборы в Узбекистане прошли 9 июля 2023 года. Досрочные выборы были назначены после одобрения конституционного референдума, на котором были сброшены ограничения на количество сроков полномочий, и президент Шавкат Мирзиёев может избираться еще на два семилетних срока.
Проведение назначено в соответствии с указом президента от 8 мая 2023 года. Предвыборная кампания стартовала 10 мая. 19 мая Центральная избирательная комиссия Республики Узбекистан сообщила, что на проведение выборов выделено 174 млрд сумов (около 15 млн 131 тыс. долларов США).

## Предыстория
30 апреля 2023 года в Узбекистане прошел конституционный референдум. Он должен был состояться по предложенным конституционным поправкам.
Парламент одобрил референдум 15 марта 2023 года. Поправки были приняты на референдуме, и их поддержали более 90 %.
Законодательство Узбекистана требует, чтобы в президентских выборах приняли участие не менее 33 % имеющих право голоса избирателей, в противном случае выборы будут признаны недействительными. Закон также предусматривает проведение второго тура, если ни один из кандидатов не наберет более 50 % голосов.
25 июня и 2 июля прошли дебаты между представителями кандидатов в президенты. Дебаты транслировались по телевидению на узбекском, русском, английском и каракалпакском языках.

## Кандидаты
| Имя, год рождения и партия | Имя, год рождения и партия | Политические офисы | Дата регистрации |
| --- | -------------------------- | --- | ---------------- |
| Абдушукур Хамзаев (1973) Экологическая партия |                            | Председатель Исполнительного комитета Центрального совета Экологической партии Узбекистана (с 2022) Заместитель председателя исполкома Центрального совета Экологической партии (с 2023) | 11 мая 2023 года |
| Улугбек Иноятов (1962) Народно-демократическая партия Узбекистана                                                                                            |                            | Министр национального образования (2013–2018) Председатель Народно-демократической партии Узбекистана (с 2019)                                                                           | 12 мая 2023 года |
| Робахон Махмудова (1968) Социал-демократическая партия «Адолат»                                                                                              |                            | Первый заместитель Председателя Верховного суда Республики Узбекистан (с 2020) | 12 мая 2023 года |
| Шавкат Мирзиёев (1957) независимый кандидат (выдвинут Либерально-демократической партией Узбекистана и Демократической партией Узбекистана «Миллий тикланиш» |                            | Президент Узбекистана (с 2016) Премьер-министр Узбекистана (2003–2016) | 12 мая 2023 года |

## Результаты
Президент Узбекистана Шавкат Мирзиёев был переизбран 9 июля с 88 % голосов, сообщила 10 июля Центральная избирательная комиссия страны со ссылкой на предварительные результаты. Предварительные итоги президентских выборов огласил на брифинге председатель Центральной избирательной комиссии Узбекистана Зайниддин Низамходжаев. В выборах приняли участие более 15 миллионов избирателей.
| Кандидаты                          | Кандидаты                          | Партия                                     | Первый тур | Первый тур |
| Кандидаты                          | Кандидаты                          | Партия                                     | Голос      | %          |
| ---------------------------------- | ---------------------------------- | ------------------------------------------ | ---------- | ---------- |
|                                    | Шавкат Мирзиёев                    | Независимый                                | 13 625 055 | 87,05      |
|                                    | Робахон Махмудова                  | Социал-демократическая партия «Адолат»     | 693 634    | 4,43       |
|                                    | Улугбек Иноятов                    | Народно-демократическая партия Узбекистана | 629 116    | 4,02       |
|                                    | Абдушукур Хамзаев                  | Экологическая партия Узбекистана           | 585 711    | 3,74       |
|                                    |                                    |                                            |            |            |
| Действительные голоса              | Действительные голоса              | Действительные голоса                      | 15 533 516 | 99,24      |
| Недействительные голоса            | Недействительные голоса            | Недействительные голоса                    | 117 889    | 0,76       |
| Всего                              | Всего                              | Всего                                      | 15 651 405 | 100        |
| Зарегистрированные избиратели/явка | Зарегистрированные избиратели/явка | Зарегистрированные избиратели/явка         | 19 593 838 | 79,88      |

## Реакция

### Международная реакция

Государства (зелёный), лидеры которых поздравили Мирзиёева с победой, и Узбекистан (красный)

- Казахстан: Президент Казахстана Касым-Жомарт Токаев первым поздравил своего коллегу с победой. Президент Токаев расценил итоги президентских выборов как свидетельство народной поддержки политического курса нынешнего президента Узбекистана, направленного на обеспечение устойчивого роста, стабильности и процветания Узбекистана, сообщает пресс-служба президента[22].
- Россия: Президент России Владимир Путин в понедельник поздравил Мирзиёева в сообщении, опубликованном на сайте Кремля. «Эта убедительная победа на выборах подтверждает ваш высокий политический авторитет и указывает на широкую народную поддержку вашей политики масштабных реформ», — сказал Путин[23].
- Китай: Китайский лидер Си Цзиньпин также поздравил и похвалил лидерство Мирзиёева. «Я готов работать с вами, чтобы способствовать постоянному развитию всестороннего стратегического партнерства между Китаем и Узбекистаном и придать новый импульс построению китайско-узбекского сообщества с общим будущим», — сказал Си[23].

В общем, Мирзиёев получил поздравления от глав более чем 20 государств.

### Организации
Бюро по демократическим институтам и правам человека (БДИПЧ) заявило, что избранным «отсутствовала настоящая политическая конкуренция, несмотря на некоторые усилия по проведению реформ». В их отчете упоминаются «признаки вброса бюллетеней, а также многочисленные наблюдения за, казалось бы, идентичными подписями в списках избирателей», отмечая, что «ни один из зарегистрированных кандидатов публично не критиковал действующего президента или не представлял альтернативные политические взгляды, и кампания на протяжении всей кампании оставалась сдержанной, наблюдатели отмечают, что события часто казались организованными». Однако организация высоко оценила подготовку к проведению выборов. Эти выводы поддержало посольство  США в Узбекистане.
Миссия наблюдателей от СНГ заявила, что выборы «были прозрачными, открытыми, справедливыми и соответствовали принципам проведения демократических выборов». Было отмечено, что выборы «проведены в полном соответствии с требованиями Конституции и Избирательного кодекса Республики Узбекистан», а гражданам было обеспечено право на свободное волеизъявление.